# ۲۳۶ (میلادی)
۲۳۶ (میلادی) دویست و سی و ششمین سال تقویم میلادی است.

## درگذشتگان
‎